# Власенко Михайло Пилипович
Михайло Пилипович Власенко (нар. 1908, село Вороніж, тепер смт. Шосткинського району Сумської області — ?) — український радянський діяч, голова виконавчого комітету Шосткинської районної ради депутатів трудящих Чернігівської (тепер — Сумської) області. Депутат Верховної Ради СРСР 1-го скликання.

## Життєпис
Народився в селянській родині. Освіта початкова. З 1922 року працював у власному сільському господарстві в селі Вороніж на Сумщині.
У 1928—1930 роках — робітник цегельні в селі Вороніж. У 1930—1932 роках — голова сільського споживчого товариства села Вороніж Шосткинського району.
Член ВКП(б) з 1932 року.
У 1932—1933 роках — служба в Червоній армії у місті Каракол (Киргизія).
У 1933—1934 роках — заступник голови Воронізької сільської ради Шосткинського району Чернігівської області.
У 1934—1937 роках — голова Чапліївської сільської ради Шосткинського району Чернігівської області.
З 1937 року — голова виконавчого комітету Шосткинської районної ради депутатів трудящих Чернігівської (тепер — Сумської) області.